# جورجي موريسان
جورجي موريسان (بالرومانية: Gheorghe Mureşan)‏ مواليد 14 فبراير 1971 في جمهورية رومانيا الاشتراكية، هو لاعب كرة سلة روماني سابق بدأ مسيرته الاحترافية في سنة 1991. يبلغ طوله 7 قدم 7 بوصة (2.3 م). اعتزل اللعب في 2006.

## فرق لعب لها
- واشنطن ويزاردز
- بروكلين نتس

## روابط خارجية
- جورجي موريسان على موقع IMDb (الإنجليزية)
- جورجي موريسان على موقع ألو سيني (الفرنسية)
- جورجي موريسان على موقع أول موفي (الإنجليزية)
- جورجي موريسان على موقع قاعدة بيانات الأفلام السويدية (السويدية)
- جورجي موريسان على موقع قاعدة بيانات الفيلم (الإنجليزية)
- جورجي موريسان على موقع كينوبويسك (الروسية)
- جورجي موريسان على موقع الاتحاد الدولي لكرة السلة (الإنجليزية)
- جورجي موريسان على موقع إن بي أي (الإنجليزية)
- جورجي موريسان على موقع سبورتس رفرنس (الإنجليزية)
- جورجي موريسان على موقع كرة السلة الأوروبية.كوم (الإنجليزية)
- جورجي موريسان على موقع إي إس بي إن.كوم (الإنجليزية)
- جورجي موريسان على موقع ريلجم (الإنجليزية)
- جورجي موريسان على موقع بروبوليرز (الإنجليزية)